# Бузан (Астраханська область)
Бузан (рос. Бузан) — селище у Красноярському районі Астраханської області Російської Федерації.
Населення становить 992 особи (2013). Входить до складу муніципального утворення Бузанська сільрада.

## Історія
Населений пункт розташований на території українського етнічного та культурного краю Жовтий Клин. Від 1925 року належить до Красноярського району.
Згідно із законом від 6 серпня 2004 року органом місцевого самоврядування є Бузанська сільрада.

## Населення
| 2002 | 2010  | 2011 | 2012 | 2013 |
| ---- | ----- | ---- | ---- | ---- |
| 929  | ↗1010 | ↘957 | ↗967 | ↗992 |